# Бартольд Георг Нібур
Бартольд Георг Нібур (нім. Barthold Georg Niebuhr; 27 серпня 1776, Копенгаген — 2 січня 1831, Бонн) — німецький історик-античник, який започаткував нову епоху в розвиткові історичної науки. Заклав засади наукових методів дослідження джерел. Основоположник «філолого-історичної» школи критики джерел.

## Біографія
Народився у Копенгагені в родині данського дослідника-природознавця. У 1794—1796 роках вивчав класичну філологію в Кільському університеті, однак перервав навчання і став приватним секретарем у данського міністра фінансів Ернста Шіммельманна. У 1798—1799 роках вивчав аграрні, природничі науки, ботаніку й математику в Единбурзькому університеті. Після вступу на державну службу, у 1804 році став директором данського Державного банку. 1806 року прийняв запрошення барона фон Штайна і перейшов на державну службу до Пруссії, де очолив морський департамент. 1810 року став членом Берлінської академії наук і офіційним Історіографом прусського двору. З того ж року почав читати в Берліні свої лекції з римської історії, які були шалено популярними серед освіченої публіки. Поряд з науковою роботою продовжував перебувати на державній службі: у 1816—1823 роках був прусським посланником у Ватикані; у 1824 році — прусський державний радник. Читав лекції з античної історії та з історії Французької революції кінця XVIII століття в Боннському університеті, де проявив себе організатором науки. Є фундатором видавництва «Corpus Inscriptiorum Graecoarum», співзасновник «Reinischen Museum» та ін.
«Римська історія» (3 т., 1811—1832) Нібура зосереджувалася не стільки на політичній історії, скільки на соціальній і аграрній структурі римського суспільства. Інтерес до розв'язання аграрних питань і боротьби патриціїв та плебеїв за землю (Нібур проявляв очевидну прихильність до останніх) мав сучасне звучання, оскільки в центрі громадських і політичних дебатів у Данії та Пруссії була проблема звільнення селян і розв'язання аграрного питання. Вивчаючи римську історію, основну увагу Нібур звертав на критику джерел, намагаючись дійти до першоджерела, встановлював їх генеалогію, визначав автентичність, автора джерела, умови його написання тощо. «Філологічний» підхід до історії означав вимогу розглядати давню історію «як складову частину філології, як філологічну дисципліну, як засіб інтерпретації й філологічних знань», тобто перенесення методів філологічної критики на джерела історичні з використанням прийомів герменевтики тексту. Водночас Нібур стверджував, що пізнання історії можливе шляхом чуттєвого проникнення дослідника в предмет, що вивчався, свідомо допускав суб'єктивність. Був прихильником штучної героїзації історії, висвітлення в ній періодів піднесення держав і людського генія на основі розвитку загальнолюдських моральних цінностей. Ця морально-естетична концепція повинна була виконувати дидактичну функцію — виховувати сучасників, збуджувати в них радість від сприйняття історії.
Помер у Бонні.